# Scrooge en Marley
Scrooge en Marley is een hoorspel naar het verhaal A Christmas Carol (1843) van Charles Dickens. Eduard Veterman bewerkte het en de AVRO zond het uit op dinsdag 25 december 1956. Pierre Palla (piano), Jo van Helden (viool) & Jules de Jong (cello) verleenden muzikale medewerking. De regisseur was Kommer Kleijn. Het hoorspel duurde 91 minuten.

## Rolbezetting
- Johan Valk (Ebenezer Scrooge)
- Richard Flink (de geest van Marley)
- Huib Orizand (Bob Cratchit)
- Miep van den Berg (juffrouw Cratchit)
- Benita Groenier (Martha & het zusje)
- Nina Bergsma (de kleine Scrooge)
- Betty Kapsenberg (Elisabeth)
- Fé Sciarone (Belle)
- Daan van Ollefen (een heer)
- Frans Somers (de neef van Scrooge)
- Willem de Vries (meneer Paulsen & de schoolmeester)
- Rien van Noppen (de heer Fezziwig)

## Inhoud
De hoofdpersoon, Ebeneezer Scrooge, is een koele zakenman die te veel geld heeft. Hij had ooit een partner, Jacob Marley, die hem zijn rijkdom hielp vergaren, maar Jacob stierf. Op een nacht wordt Scrooge bezocht door de geest van Marley, die hem zegt dat hij zijn gedrag moet veranderen voor het te laat is. Marley waarschuwt hem dat drie geesten - de huidige, verleden en toekomstige geesten van Kerstmis - hem zullen opzoeken. Nadat Scrooge door deze geesten is bezocht, neemt hij zijn eindbeslissing over hoe hij de rest van zijn leven zal doorbrengen: als dezelfde krenterige, oude vrek of als een goedhartige, vrijgevige man…